# Axinidris lignicola
Axinidris lignicola is een mierensoort uit de onderfamilie van de Dolichoderinae. De wetenschappelijke naam van de soort is voor het eerst geldig gepubliceerd in 2007 door Snelling, R.R..